# Akin Ersoy
Akin Ersoy (nacido el 5 de junio de 1945) es un tirador deportivo turco.  Compitió en el evento de pistola libre de 50 metros para hombres en los Juegos Olímpicos de Verano de 1976.